# インディアナポリス・スター
インディアナポリス・スター（Indianapolis Star）は1903年に創刊されたアメリカ合衆国の地方紙（ローカル新聞）である。この新聞社はインディアナ州インディアナポリスにあり、1999年にライバル紙の「インディアナポリス･ニュース」が廃刊された後は、この地域唯一の主要な新聞紙である。 2000年にガネット・カンパニーに買収された。ピューリッツァー賞を1975年と1991年の2回受賞している。